# Elektrowozownia

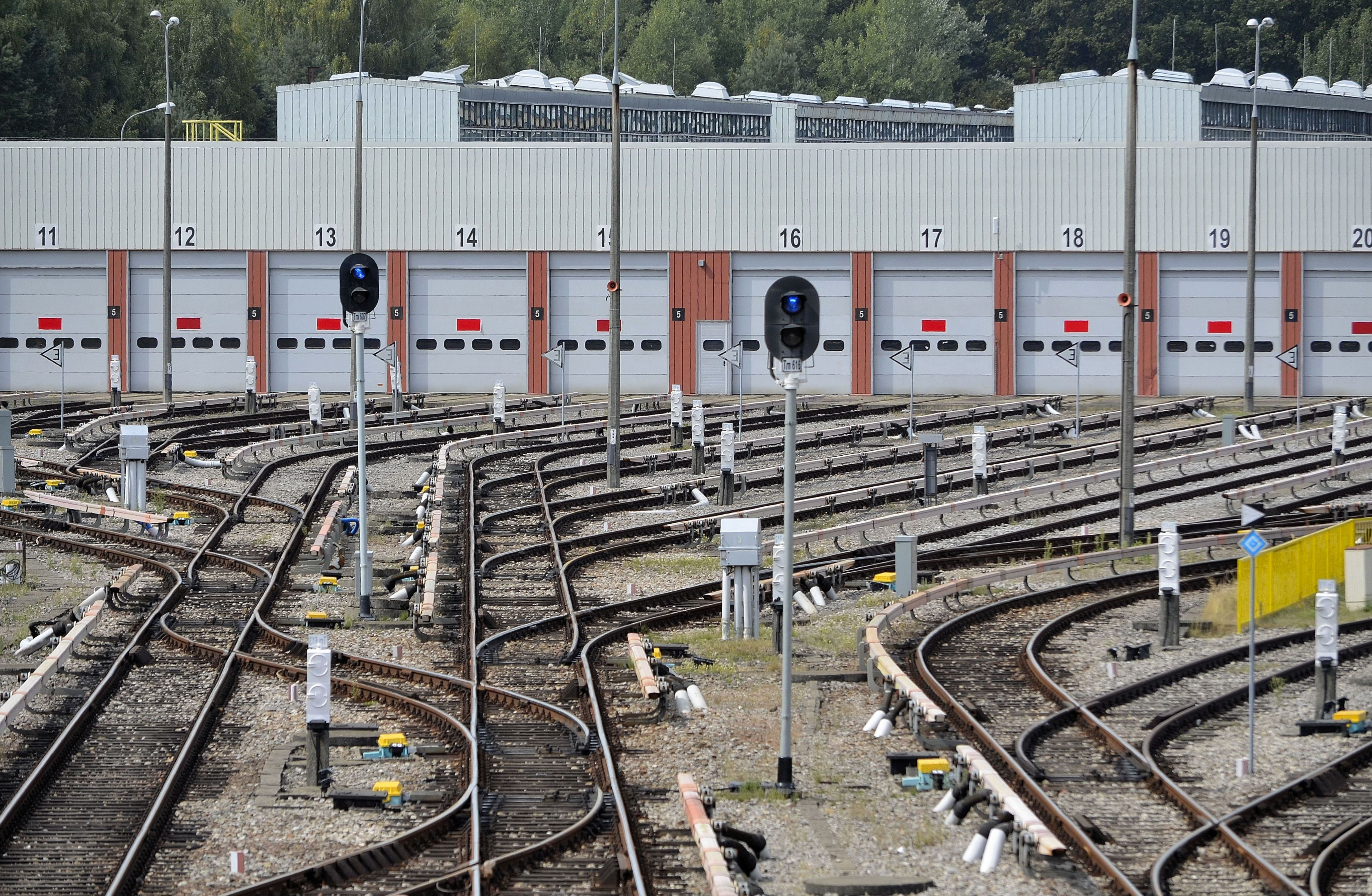
Elektrowozownia Stacji Techniczno-Postojowej Kabaty warszawskiego metra

Elektrowozownia – baza, zakład eksploatacji, zajezdnia; zespół pomieszczeń i warsztatów oraz torów przeznaczonych do przechowywania i obsługiwania technicznego lokomotyw elektrycznych.
W minionych latach funkcjonowała niewielka liczba jednostek kolejowych o tej nazwie, np. Elektrowozownia Gdynia Cisowa, obsługująca ruch pasażerski w aglomeracji trójmiejskiej. Jednak większość lokomotyw elektrycznych była na stanie lokomotywowni.